# Řád veřejného zdraví
Řád veřejného zdraví (francouzsky: Ordre de la Santé Publique) je státní vyznamenání Pobřeží slonoviny. Řád byl založen roku 1964.

## Historie a pravidla udílení
Řád byl založen dne 17. února 1964. Udílen je za zásluhy v oblasti lékařské péče, především během epidemií.

## Insignie
Stuha je tmavě červená.

## Třídy
Řád je udílen ve třech třídách:

komtur
důstojník
rytíř

- komtur
- důstojník
- rytíř